# Святая Нинфа
Святая Нинфа — одна из четырёх первоначальных покровительниц Палермо, христианская мученица, жившая предположительно в IV-VI веках.

## Житие
Существуют несколько легендарных версий жития Нинфы. Согласно одной из них, св. Нинфа была дочерью Аурелиана, префекта Палермо, жившего во времена императора Константина, то есть в начале IV века. Её обращение ко Господу связано с именем св. Мамилиана, епископа Палермо. Согласно преданию, дабы не допустить крещения дочери, Аурелиан схватил ок. 200 христиан, включая св. Мамилиана, и подверг их пыткам. Св. ангел освободил страдальцев из темницы и проводил их на берег моря. Там они нашли лодку, на которой отправились на север и достигли острова Джильо. На этом острове они провели некое время в уединении и молитве.
Впоследствии, возжелав посетить могилы свв. апостолов Петра и Павла, свв. Нинфа и Мамилиан отправились в Рим. Там вскоре после посещения могил свв. апостолов св. Мамилиан скончался. Он завещал похоронить его на берегу моря, неподалёку от селения, называемого Бучина (Bucina). Год спустя, 10 ноября, после длительного голода скончалась и св. Нинфа. Она была похоронена в том же склепе, что и её наставник. Местные жители, страдавшие от засухи, молились святой о ходатайствовании перед Богом о ниспослании дождей. Произошло столь нужное чудо, и тамошние жители стали почитать Нинфу святой.
По одному из преданий, Нинфа была юной девушкой, казнённой за веру Христову в начале IV века. По другому преданию, Нинфа жила в VI веке, бежала с Сицилии от захвативших остров готов-ариан и умерла в Савоне. Возможно, существовали две одноимённых святых с этим именем.

## Почитание
Имя св. Нинфы, согласно христианской традиции, зачастую упоминается вместе с именами других святых, что приводит к недоразумениям. Согласно Римскому Мартирологу под редакцией кардинала Чезаре Барония (1586) св. Нинфу поминают 10 ноября вместе со свв. Трифоном и Респикием (Trifone e Respicio), умученными в Ницце.
Первое упоминание о св. Нинфе имеется в документе папы Римского Льва IV (847—855), в котором говорится о храме св. мученицы Нинфы в Порто. Далее, в 1113 году мощи святой помещаются в Римском храме св. Трифона, что на площади Фьямметта (San Trifone a Piazza Fiammetta), затем, в 1123 году — в храме св. Хрисогона (San Crisogono), и, наконец, в 1116 году — в соборе Палестрины (cattedrale di Palestrina). В конце 1593 года святую почитали в римском храме Пресвятой Богородицы в Монтичелли (Santa Maria in Monticelli), куда её святые мощи были перенесены в 1098 году во времена папы Урбана II.
Прославление святой на юге Италии восходит к 5 сентября 1593 года, когда серебряная урна с главой святой девы были доставлены в Палермо, её родной город. Святыня с почестями была встречена городским сенатом и помещена в алтарь городского собора, где она и так почиталась с 1483 года. Перенесение урны из римского храма Пресвятой Богородицы в Монтичелли в родной город стало возможным благодаря активной деятельности графини Оливарской (Contessa d’Olivares).
В Палермо св. Нинфа была избрана вместе с четырьмя иными святыми девами — Розалией, Агатой, Оливой и Кристиной —одной из покровительниц города. Из Палермо почитание распространилось по всей Сицилии, в частности, в провинции Трапани благодаря попечению барона Луиджи Ариаса Джардина (Luigi Arias Giardina, 1605).
До литургической реформы Второго Ватиканского собора память святой Нинфы праздновалась 10 ноября. После Второго Ватиканского собора её имя было исключено из нового издания Calendarium Romanum (1969). Таким образом, воспоминание святой Нинфы 10 ноября на мессе и литургии часов более не является обязательным для всех епархий Католической церкви. В Палермо память Нинфы празднуется не только 10 ноября, но и 19 августа — день её бегства с Сицилии.